# Monterroso
Monterroso – miasto w Hiszpanii we wspólnocie autonomicznej Galicja położone w zachodniej części prowincji Lugo. Przez miasto przepływa rzeka Ulla. Gospodarka miasta oparta jest na turystyce agroturystycznej oraz chowie zwierząt.